# 1103 w polityce

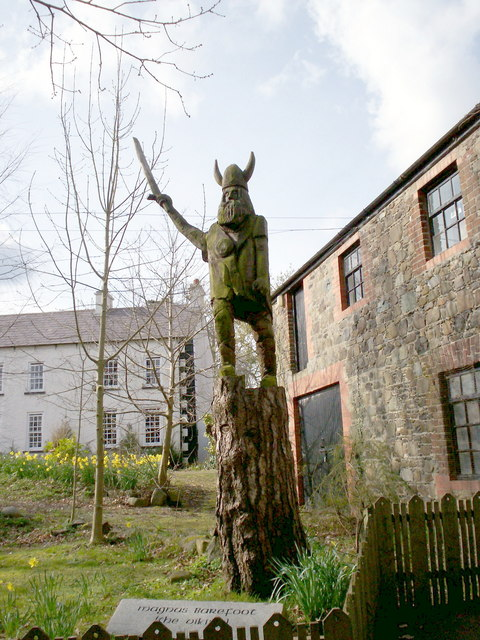
Magnus III Bosy

Wydarzenia polityczne w 1103 roku.

## Wydarzenia
- Sojusz Polski z Rusią Kijowską, Bolesław III Krzywousty żeni się ze Zbysławą, córką Światopełka[1][2].
- Wojna z Czechami (w sojuszu ze Zbigniewem), którzy spustoszyli Śląsk, Bolesław Krzywousty najechał Morawy[1][2].
- 24 sierpnia Magnus III Bosy, król Norwegii, ginie w bitwie pod Downpatrick w Irlandii[3][4].

## Zmarli
- 10 lipca Eryk I Zawsze Dobry, król duński[5].